# سیارک ۳۷۷۷
سیارک ۳۷۷۷ (به انگلیسی: 3777 McCauley، نامگذاری:1981JD2) سه هزار و هفتصد و هفتاد و هفتمین سیارک کشف شده‌است که در ۵ مه ۱۹۸۱ کشف شد.
قدر مطلق سیارک برابر ۱۳٫۵۰ است.